# Дисплеї Apple

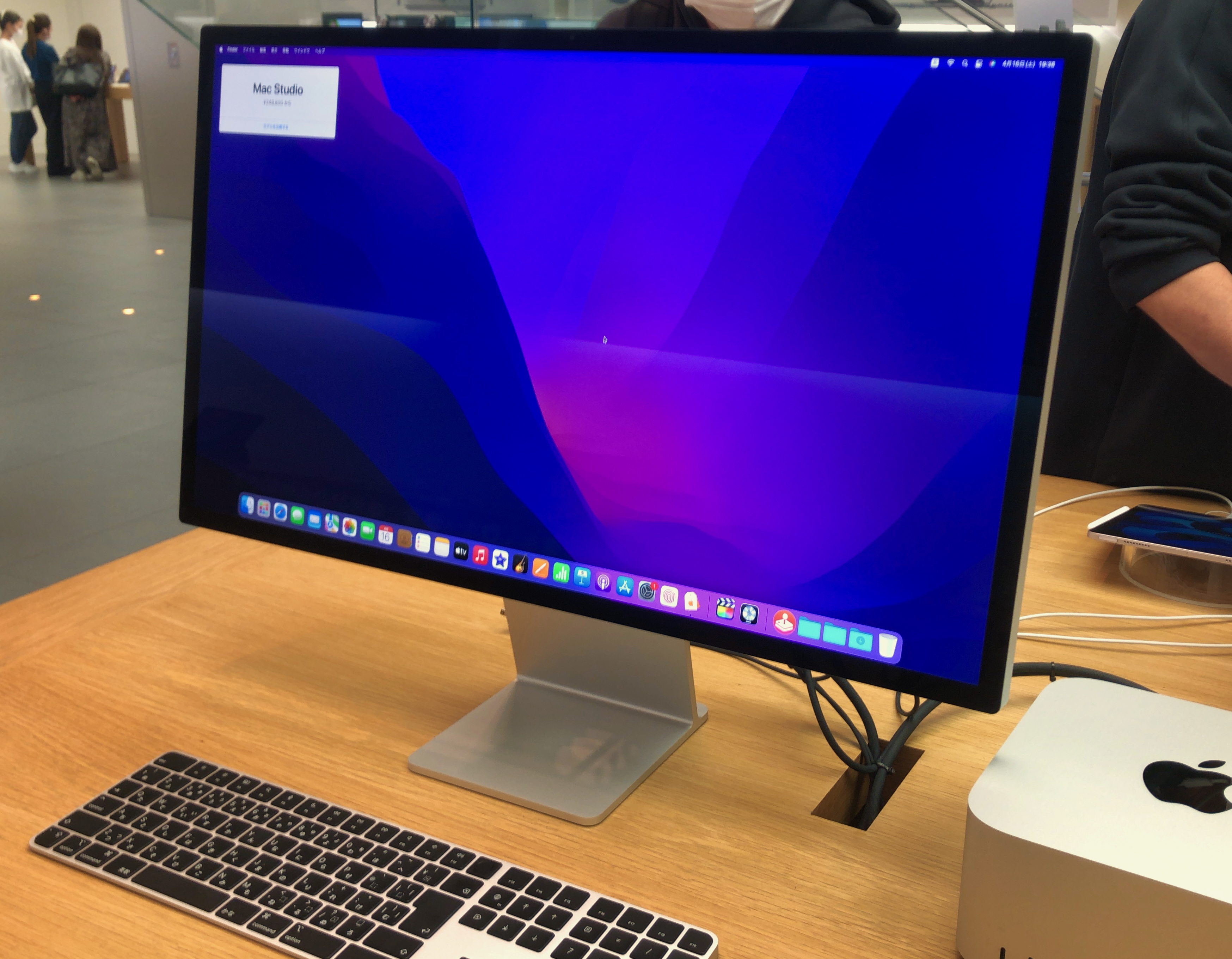
Дисплей Apple Studio Display, представлений у березні 2022 року

Раніше Apple Inc. продавала різноманітні комп'ютерні рідкокристалічні та ЕПТ-дисплеї. Apple призупинила виробництво власних автономних дисплеїв у 2016 році та співпрацювала з LG для розробки дисплеїв для коп'ютерів Mac. У червні 2019 року був представлений Pro Display XDR, однак він був дорогим і орієнтованим на професіоналів. Майже через три роки, у березні 2022 року, був випущений споживчоорієнтований монітор Apple Studio Display. Ці два дисплеї наразі є єдиними доступними дисплеями під брендом Apple.

## ЕПТ-дисплеї
На початку (протягом 1970-х років) Apple не виробляла та не продавала ніякі дисплеї, натомість рекомендувала користувачам підключати комп'ютери до своїх телевізорів або дорогих на той час монохромних моніторів сторонніх виробників. Однак, щоб пропонувати покупцям повні комплекти обладнання через своїх дилерів, Apple почала пропонувати різноманітні 12-дюймові монохромні дисплеї сторонніх виробників під маркою Monitor II.

### Перше покоління
Історія виробництва ЕПТ-дисплеїв компанією Apple почалася в 1980 році, починаючи з Monitor ///, який був представлений разом із бізнес-комп'ютером Apple III. Це був 12-дюймовий монохромний (зелений) екран, який міг відображати текстові символи 80×24 і будь-який тип графіки, однак він страждав від дуже повільного оновлення люмінофора, що призводило до ефекту «ореола» відео. Щоб його можна було використовувати разом з комп'ютерами Apple II, була доступна пластикова підставка, щоб розмістити дисплей більшого розміру.

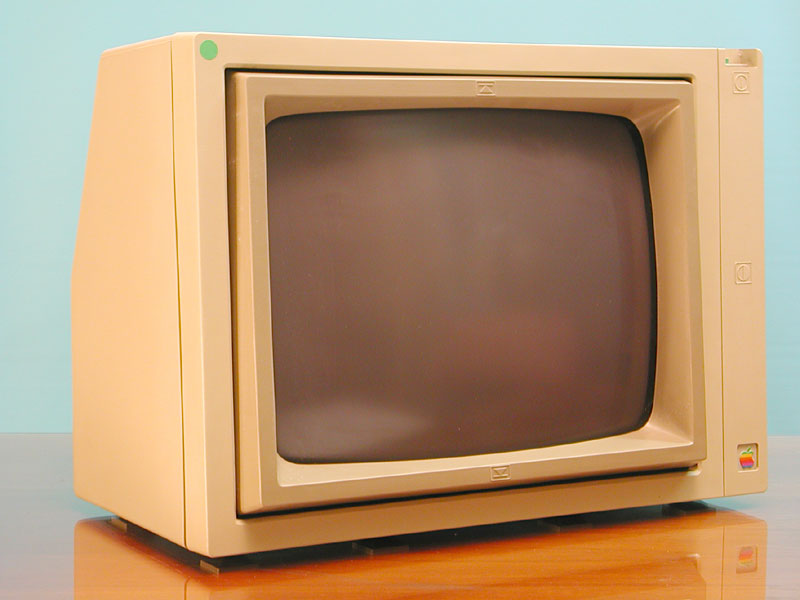
Monitor //, монохромний ЕПТ-монітор для Apple II

Через три роки був представлений Monitor // виробництва Apple, який, як випливає з назви, більше підходив за зовнішнім виглядом і стилем для лінійки Apple II і водночас мав покращені функції і якість зображення. У 1984 році мініатюрний 9-дюймовий екран під назвою Monitor IIc був представлений для комп'ютера Apple IIc, щоб доповнити його компактні розміри. Цей дисплей також був першим, у якому використано абсолютно нову мову дизайну для продуктів Apple під назвою Snow White, а також був першим дисплеєм не бежевого кольору, а радше яскравого, кремово-білого. На початку 1985 року з'явилися перші кольорові ЕПТ-дисплеї, починаючи з Monitor 100, цифрового RGB-дисплея для Apple III і Apple IIe (з відповідною картою), за яким незабаром з'явився 14-дюймовий ColorMonitor IIe (пізніше перейменований на AppleColor Composite Monitor IIe) і ColorMonitor IIc (пізніше перейменований на AppleColor Composite Monitor IIc), композитний відеодисплей для відповідних моделей. Усі ці дисплеї Apple підтримують максимальний стандарт Apple II Double Hi-Res 560×192 пікселів.

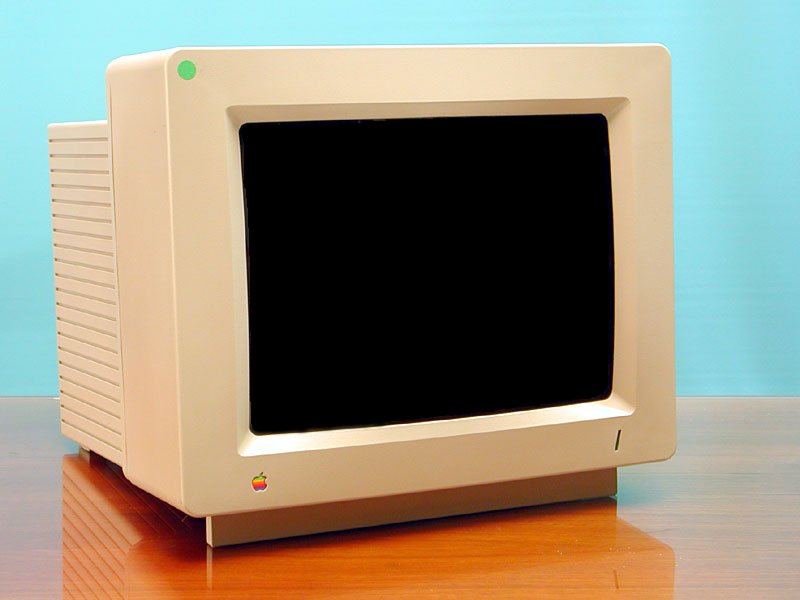
AppleColor RGB, аналоговий RGB-дисплей, створений для Apple IIGS

У 1986 році був представлений монітор AppleColor RGB Monitor, 12-дюймовий аналоговий RGB-дисплей, розроблений спеціально для комп'ютера Apple IIGS. Він підтримував роздільну здатність 640×400 пікселів із черезрядковою розгорткою (640 × 200 без розрядкової розгортки) і міг працювати обмежено з Macintosh II, із відеокартою Apple High Resolution Display Video Card. Того року також був представлений Apple Monochrome Monitor, який візуально був ідентичний до попередньої моделі, але являв собою чорно-білий композитний дисплей, який за зовнішнім виглядом пасував до Apple IIGS, Apple IIc або Apple IIc Plus.

### Друге покоління
Друге покоління дисплеїв було вбудовано в комп'ютери Lisa і Macintosh. Macintosh мав 9-дюймовий монохромний дисплей, який міг відображати 512×342 пікселів, який використовувався у всіх монохромних комп'ютерах Compact Macintosh.
Новий зовнішній монітор AppleColor High-Resolution RGB Monitor був представлений у 1987 році для Macintosh II. Він мав 13-дюймовий ЕПТ-дисплей Trinitron (перший дисплей Apple, який використовував ЕПТ з апертурною решіткою) з фіксованою роздільною здатністю 640×480 пікселів. Macintosh II був модульною системою без внутрішнього дисплея та міг підтримувати підключення до шести дисплеїв одночасно за допомогою кількох відеокарт. Стільниця охоплювала кілька дисплеїв, і вікна можна було переміщувати між дисплеями або розміщувати вікла у цих дисплеях. У 1989 році Apple представила серію монохромних дисплеїв для Macintosh: 20-дюймовий Macintosh Two Page Monochrome Display, який міг відображати дві сторінки поруч, 15-дюймовий Macintosh Portrait Display з вертикальною орієнтацією для відображення однієї сторінки та 12-дюймовий High-Resolution Monochrome Monitor. У 1990 році було представлено два 12-дюймові дисплеї для початкового класу, монохромну модель із роздільною здатністю 640×480 і кольорову модель із роздільною здатністю 512×384 (560×384 при сумісності з Apple IIe Card), призначені для Macintosh LC. У 1992 році на зміну їм прийшла серія Apple Macintosh Color Display, яка включала 14-дюймовий, 16-дюймовий і 20-дюймовий Apple Macintosh Color Display з роздільною здатністю 640×480, 832×624 і 1152×870 пікселів відповідно. Також були випущені Apple Color Plus 14″ Display та Apple Performa Plus Display (початковий 14-дюймовий дисплей Goldstar із роздільною здатністю 640×480 пікселів) для серії Macintosh Performa.

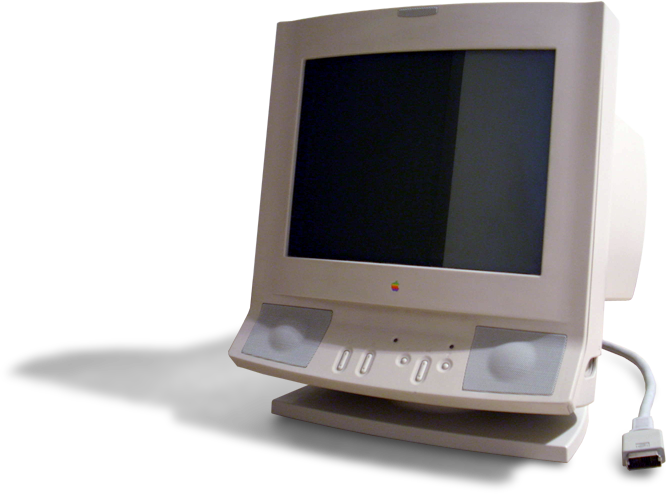
Дисплей Apple AudioVision 14

### Третє покоління
Третє покоління дисплеїв ознаменувало кінець ери монохромних дисплеїв і початок ери мультимедіа. Перший дисплей із вбудованими динаміками був представлений у 1993 році як Apple AudioVision 14 Display. Серія дисплеїв Multiple Scan почалася з Apple Multiple Scan 17 і 20 з ЕПТ Trinitron і Apple Multiple Scan 14 Display з ЕПТ із тіньовою маскою, і в кінцевому підсумку стала лінійкою дисплеїв з тіньовою маскою Apple. Тоді серія дисплеїв AppleVision стала лінійкою дисплеїв високого класу з використанням 17-дюймових і 20-дюймових ЕПТ Trinitron і AV-версій із вбудованими динаміками. Пізніше лінійка AppleVision була перейменована в лінійку ColorSync, коли Стів Джобс повернувся в Apple.
Комп'ютер Macintosh Color Classic був випущений із вбудованим 10-дюймовим кольоровим дисплеєм Trinitron для класичного компактного Macintosh із дещо покращеною роздільною здатністю 512×384 пікселів (560×384 пікселів при використанні картки Apple IIe), як і окремий 12-дюймовий кольоровий дисплей.
Apple продовжила розвивати серію комп'ютерів «все-в-одному» більшою 14-дюймовою серією Macintosh LC 500 series, що має 14-дюймовий ЕПТ-дисплей Trinitron із роздільною здатністю 640×480 для моделі LC 580 1995 року, який ознаменував перехід на ЕПТ-дисплеї із тіньовою маскою для решти моноблоків Apple до переходу на рідкокристалічні дисплеї в 2002 році. Останнім Macintosh, який мав інтегровану ЕПТ, був eMac, який отримав збільшену площу дисплея до 17 дюймів із підтримкою роздільної здатності до 1280×960 пікселів. Він використовував ЕПТ 4-го покоління з пласким екраном і був знятий з виробництва у 2006 році.

### Четверте покоління
Четверте покоління дисплеїв було представлено одночасно з Blue & White Power Macintosh G3 у 1999 році, які вироблялися із напівпрозорого пластику, такого що й iMac (спочатку білий і блакитний «чорничний», потім біло і сірий «графітовий» після представлення Power Mac G4). Дисплеї також мають такий самий напівпрозорий вигляд. Серія ЕПТ-дисплеїв Apple Studio Display була доступна із 17-дюймовими Diamondtron і 21-дюймовими Trinitron ЕПТ, обидва з шасі виробництва LG. 17-дюймові дисплеї були сумно відомі несправністю рядкової розгортки та такими збоями, що могли пошкодити монітор і спричинити загорання. Також повідомлялося, що ці монітори можуть пошкодити графічний процесор, а іноді й весь комп'ютер. Останній зовнішній ЕПТ-дисплей Apple був представлений у 2000 році разом із Power Mac G4 Cube. І він, і нові рідкокристалічні LCD Studio Displays мають прозорий пластиковий корпус, який відповідає дизайну Cube, і новий роз'єм Apple Display Connector, який забезпечує живлення, передачу USB і відеосигналу до дисплея через один кабель. Він був доступний лише із 17-дюймовим плоским ЕПТ-екраном Diamondtron. Його продаж був припинений наступного року.

## Плоскопанельні дисплеї

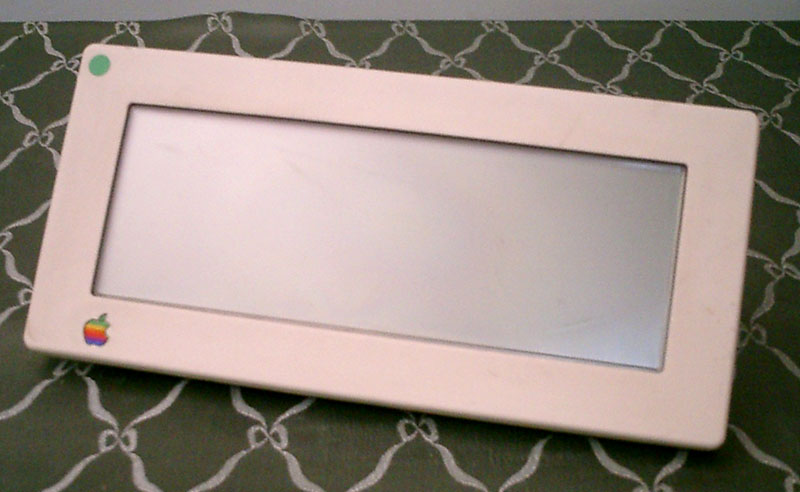
Плоский дисплей Apple для Apple IIc, дуже ранній РК-дисплей

Історія РК-моніторів Apple почалася в 1984 році, коли Apple Flat Panel Display був представлений для комп'ютера Apple IIc, головним чином для підвищення портативності IIc. Цей монохромний дисплей мав 80 стовпчиків та 24 рядки, а також подвійну графіку високої роздільної здатності, але мав дивне співвідношення сторін (що змушувало зображення виглядати вертикально зігнутими) і для використання вимагав дуже сильного зовнішнього джерела світла, наприклад настільної лампи або прямого сонячного світла. Навіть тоді він мав дуже низький загальний контраст і був досить дорогим (600 доларів США), що сприяло його низьким продажам і, як наслідок, його зникнення з ринку незабаром після появи. За оцінками, було виготовлено 10 000 РК-дисплеїв IIc.

### Портативні дисплеї
Наступна спроба впровадження пласкопанельного дисплея була з Macintosh Portable. Більш «переносний», ніж ноутбук, він мав 1-бітний чорно-білий 9,8-дюймовий РК-дисплей високої роздільної здатності з активною матрицею і роздільною здатністю 640×400. Як і Apple Flat Panel Display для IIc, він не мав підсвічування та потребував яскравого джерела світла. Модель другого покоління використовувала РК-дисплей з підсвічуванням. Серії PowerBook і MacBook продовжуватимуть використовувати рідкокристалічні дисплеї, слідуючи загальногалузевій еволюції від чорно-білого до відтінків сірого до кольорового з діагоналлю від 9 до 17 дюймів. Використовувалися дві основні технології: дисплеї з активною матрицею (якісніші та дорожчі) та дисплеї з пасивною матрицею (менш якісні та дешевші). До 1998 року всі ноутбуки Apple використовуватимуть кольорові РК-дисплеї з активною матрицею, хоча продукти Newton і портативні пристрої eMate і надалі матимуть чорно-білі РК-дисплеї. Сучасні портативні дисплеї MacBook від Apple оснащені світлодіодним підсвічуванням і підтримують роздільну здатність 2560×1600 або 2880×1800 пікселів залежно від розміру екрана. Серія iPod використовувала чорно-білі або кольорові РК-дисплеї, лінійка iPhone використовує РК- та OLED-дисплеї, а Apple Watch використовує лише OLED.

### Все в одному
У 1997 році Apple випустила Twentieth Anniversary Macintosh (TAM), свій перший настільний комп'ютер «все в одному» з РК-дисплеєм. Спираючись на технологію PowerBook, TAM оснащений 12,1-дюймовим РК-дисплеєм з активною матрицею, здатним відображати 16-бітний колір при роздільній здатності 800×600. У той час як Apple вирішила зберегти традиційні та дешевші кінескопи для своєї лінійки настільних комп'ютерів «все-в-одному» протягом наступних 4 років, TAM, безсумнівно, був попередником успішної лінійки настільних комп'ютерів iMac на базі РК-дисплею, починаючи з iMac G4 випущений у 2002 році. Це було суттєве оновлення порівняно з TAM, він містив 15-дюймовий РК-дисплей із підтримкою роздільної здатності до 1024×768. За ним з'явилися 17-дюймові та 20-дюймові моделі з роздільною здатністю до 1680×1050. У 2005 році iMac G5 відмовився від 15-дюймової конфігурації, а в 2007 році новий iMac відмовився від 17-дюймової конфігурації та додав 24-дюймову конфігурацію, із подальшим підвищенням роздільної здатності до 1920x1200. У жовтні 2009 року нові моделі iMac перейшли на екрани зі співвідношенням сторін 16:9 і діагоналлю 21,5 та 27 дюймів.

### Зовнішні дисплеї

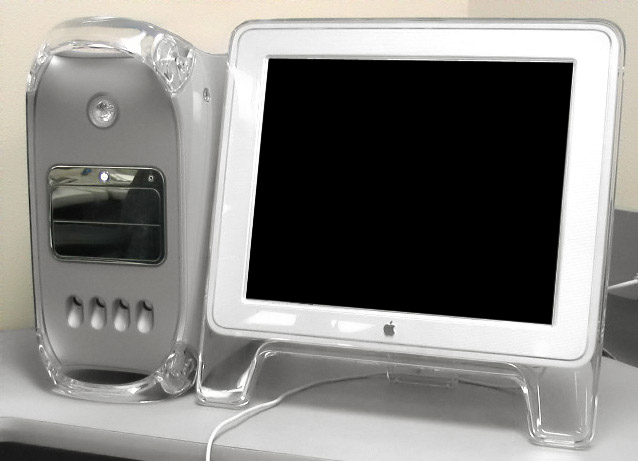
Apple Studio Display (плоска панель)

Перший настільний кольоровий плоский дисплей був представлений 17 березня 1998 року. Ним став 15-дюймовий дисплей Apple Studio Display (15-inch flat panel), який мав роздільну здатність 1024×768. Після eMate це був один із перших продуктів Apple із напівпрозорим пластиковим корпусом за два місяці до презентації iMac. Apple назвала свій темно-синій колір «азул» (англ. azul). Він мав вхід DA-15, а також роз'єми S-video, композитне відео, ADB та аудіороз'єми, хоча без вбудованих динаміків. У січні 1999 року колір було змінений відповідно до синьо-білого кольору нового Power Macintosh G3s, а роз'єм замінено на DE-15 VGA.
22-дюймовий широкоформатний дисплей Apple Cinema Display був представлений у серпні 1999 року одночасно з Power Mac G4 і спочатку продавався лише як додаткова опція до Power Mac G4 за 3999 доларів США. Він мав нативну роздільну здатність 1600×1024 і використовував роз'єм DVI. Дисплей мав дизайн, подібний до попередніх дисплеїв Studio та iMac. У грудні кольори 15-дюймового дисплея було змінено на «графіт», щоб відповідати дизайну нового Power Mac G4s, а вхід було змінено з VGA на DVI, аудіо- та відеофункції втрачено, а функціональність ADB замінено на двороз'ємний USB-концентратор.
У 2000 році 22-дюймові дисплеї Cinema Display перейшли на інтерфейс ADC, а 15-дюймовий Studio Display був перероблений, щоб відповідати мольбертовому форм-фактору Cinema Display, а також був оснащений Apple Display Connector. У 2001 році був представлений 17-дюймовий РК-дисплей Studio Display з роздільною здатністю 1280×1024. У 2002 році Apple представила Cinema Display HD, який мав 23-дюймовий широкоформатний дисплей з роздільною здатністю 1920×1200. У 2003 році Apple представила 20-дюймовий дисплей Cinema Display з роздільною здатністю 1680×1050 на заміну 22-дюймовому дисплею.
У 2004 році була представлена нова лінійка, що використовує ті самі 20- і 23-дюймові панелі поряд із новою 30-дюймовою моделлю, за ціною 3299 доларів США. Дисплеї мали витончений алюмінієвий корпус із набагато вужчою рамкою, ніж їхні попередники. 20-дюймова модель мала роздільну здатність 1680×1050 пікселів, 23-дюймова — 1920×1200 пікселів, а 30-дюймова — 2560×1600 пікселів. Для 30-дюймової версії потрібен двоканальний інтерфейс, оскільки одноканальне з'єднання DVI (найпоширеніший тип) не має достатньої пропускної здатності, щоб забезпечити зображення на дисплеї з такою роздільною здатністю. Спочатку єдиними відеокартами, які могли забезпечити роботу нового 30-дюймового дисплея була серія Nvidia GeForce 6800 DDL, доступна у версіях GT і Ultra. Суфікс DDL означав можливість двоканального DVI. Менш дорога з двох відеокарт коштувала 499 доларів США, що підвищило чисту вартість володіння та використання дисплея майже до 3800 доларів США. Пізніші графічні варіанти для роботи з монітором включали Nvidia Quadro FX 4500; карта мала два роз'єми Dual-Link DVI, які дозволяли Power Mac G5 працювати з двома 30-дюймовими дисплеями Cinema Displays одночасно із загальною кількістю пікселів, що досягала 8,2 мільйона.
У 2006 році, разом із представленням Mac Pro, Apple знизила ціну на 30-дюймовий Cinema Display до 1999 доларів США. Mac Pro мав відеокарту NVIDIA GeForce 7300GT у своїй базовій конфігурації, яка здатна одночасно працювати з 30-дюймовим Cinema Display та іншим 23-дюймовим дисплеєм. Mac Pro також доступний як з картою ATI Radeon X1900XT, так і з NVIDIA Quadro FX 4500 як варіанти збірки на замовлення. Кожна з цих карт здатна керувати забезпечувати роботу 30-дюймового Cinema Display.

### LED Cinema Display
Із появою сімейства Unibody MacBook компанія Apple представила 24-дюймовий LED Cinema Display, свій перший настільний дисплей, який має новий роз'єм Mini DisplayPort, а також перший РК-дисплей зі світлодіодним підсвічуванням. Він мав вбудовані динаміки, 3-роз'ємний USB-концентратор із підтримкою живлення на задній панелі, камеру iSight і мікрофон, а також адаптер живлення MagSafe для ноутбуків. Він також підключається через USB до периферійних пристроїв. Він має роздільну здатність 1920×1200 пікселів і продається за 899 доларів США. У 2010 році його замінила нова 27-дюймова версія з роздільною здатністю 2560×1440 пікселів.

### Thunderbolt Display
У 2011 році Apple випустила Apple Thunderbolt Display, замінивши роз'єм Mini DisplayPort і USB на порт Thunderbolt для передачі зображення та даних. Також було додано порт Gigabit Ethernet, порт FireWire 800 і порт Thunderbolt 2, а камеру iSight було замінено камерою FaceTime 720p. 23 червня 2016 року Apple оголосила про припинення виробництва Thunderbolt Display, що означало припинення виробництва автономних дисплеїв Apple.

### LG UltraFine

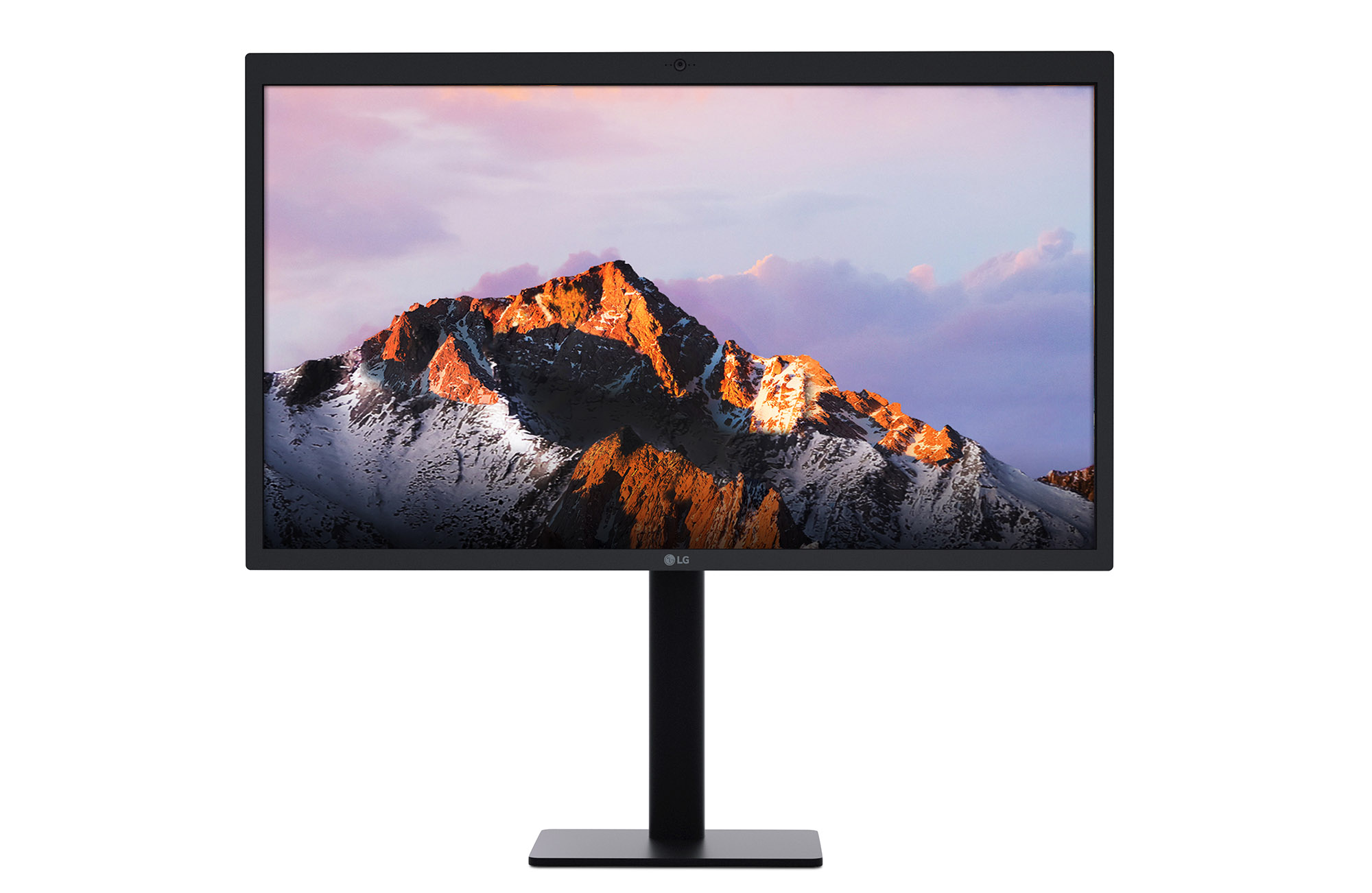
Дисплей LG UltraFine 5K

Після того як Apple припинила виробництво автономних дисплеїв у 2016 році, компанія співпрацювала з LG для розробки лінійки UltraFine з 21,5-дюймовим дисплеєм 4K і 27-дюймовим дисплеєм 5K (27MD5KA-B), випущеним у листопаді 2016 року разом із MacBook Pro з підтримкою Thunderbolt 3. Обидва дисплеї використовують роз'єм USB-C, а 27-дюймова версія має підключення Thunderbolt 3. На задній панелі дисплеїв розташований трипортовий концентратор USB-C. 21,5-дюймова версія забезпечує заряджання потужність до 60 Вт, а 27-дюймова — до 85 Вт. 21,5-дюймовий дисплей сумісний з усіма комп'ютерами Mac із портом USB-C, тоді як 27-дюймову версію можна використовувати лише з повною роздільною здатністю на комп'ютерах Mac із підтримкою Thunderbolt 3, тобто всі комп'ютери Mac із USB-C, крім Retina MacBook. 27-дюймова модель сумісна зі старішими комп'ютерами Mac із підтримкою Thunderbolt 2 за допомогою адаптера, але обмежена відображенням максимальної вихідної роздільної здатності. Обидві моделі мають вбудовані стереодинаміки, а 27-дюймова модель також має камеру FaceTime. Як і в попередніх дисплеях Apple, на дисплеї немає фізичних кнопок, а яскравість і гучність динаміка контролюються через підключений комп'ютер.
У травні 2019 року 21,5-дюймову модель було знято з виробництва та замінено на 23,7-дюймову модель, яка отримала підключення Thunderbolt 3 і збільшену вихідну потужність до 85 Вт. У липні 2019 року 27-дюймову модель (27MD5KL-B) було оновлено відеовходом USB-C, передбачено сумісність із iPad Pro 3-го покоління з роздільною здатністю 4K і збільшено вихідну потужність до 94 Вт. Apple припинила продажі 27-дюймової моделі в березні 2022 року після випуску Apple Studio Display, але, згідно з даними LG, дисплей все ще у виробляється.

### Pro Display XDR
Apple анонсувала Pro Display XDR на WWDC 2019 року, перший дисплей під брендом Apple після того, як Apple Thunderbolt Display було знято з виробництва в 2016 році. Дисплей має кольорову калібровану 6K-панель Extreme Dynamic Range (XDR) роздільною здатністю 6016×3384 пікселів.

### Studio Display
Apple анонсувала Apple Studio Display на спеціальному заході Apple у березні 2022 року. Він оснащений 27-дюймовим екраном 5K Retina з роздільною здатністю 5120х2880 пікселів при щільності 218 пікселів на дюйм, яскравістю 600 кд/м², розширеною колірною гамою (P3) і технологією True Tone.

## Підключення
Протягом багатьох років Apple використовувала велику кількість дизайнів роз'ємів дисплея:
- Оригінальний DA-15 (зазвичай, але неправильно відомий як DB-15) використовувався на всіх модульних настільних комп'ютерах Mac до Blue and White Power Macintosh G3 1999 року.
- Роз'єм 13W3[en] (як на машинах Sun Microsystems), який використовується на Macintosh Portrait Display.
- Нестандартний роз'єм «mini-15», що використовувався на ранніх моделях PowerBook, який дозволяв підключати дисплей Apple за допомогою короткого адаптерного кабелю.
- HDI-45[en] використовується на деяких моделях «AV» Centris, Quadra та машинах Power Macintosh першого покоління (NuBus[en]).
- Стандартний 15-контактний роз'єм DE-15 VGA високої щільності, вперше з'явився у деяких моделях Power Macintosh 9600 і більшості PowerPC PowerBook, і доступний на всіх поточних комп'ютерах Macintosh через короткий перехідний кабель.
- Apple Display Connector[en] (ADC), який передає DVI, VGA, USB і живлення через один роз'єм, використовувався в PowerMac G4 і ранніх моделях PowerMac G5.
- Роз'єм DVI використовувався у титановому PowerBook G4 2001—2002 років; алюмінієвих 15-дюймових і 17-дюймових PowerBook G4; алюмінієвих 15-дюймових і 17-дюймових моделях MacBook Pro; Mac Mini G4, Power Mac G4, G5; Intel Mac Mini та Mac Pro 2006—2012. 12-дюймовий PowerBook G4, iMac G5 і iMac білого кольору на базі Intel мають роз'єми mini-DVI.
- Роз'єм mini-VGA[en], який може забезпечити передачу VGA-сигналу через короткий перехідний кабель. Він зустрічається у білих iBook[en], eMac, iMac G4 і G5, а також у 12-дюймовому PowerBook G4 першого покоління. Пізніші моделі також підтримують композитний і S-відеоадаптер, підключений до цього роз'єму.
- Роз'єм mini-DVI[en] використовується у 12-дюймових PowerBook G4 (крім першого покоління), на базі Intel[en], MacBook[en] та Mac Mini на базі Intel.
- Роз'єм micro-DVI[en] використовувався в першому поколінні MacBook Air, щоб відповідати його малому формфактору.
- Роз'єм mini DisplayPort[en] використовувався в деяких моделях MacBook Air, MacBook Pro, iMac, Mac Mini та Mac Pro.
- Наразі всі поточні Mac мають роз'єми Thunderbolt.
- Retina MacBook отримав роз'єм USB-C підключення для дисплеїв. У MacBook Pro 2016 року використовується комбінований роз'єм Thunderbolt 3 USB-C. Вони зворотно сумісні з HDMI і DisplayPort.

Крім того, різні комп'ютери Apple можуть мати такі виходи:
- S-Video через стандартний 4-контактний роз'єм mini-DIN[en]
- Композитне відео через:
  - Роз'єм S-Video та використання короткого адаптерного кабелю (PowerBook)
  - Стандартний роз'єм Phono (AV Mac)
  - Відеовихід Phono на Apple II, II+, IIe, IIc, IIc+, IIGS, III та III+. Хоча технічно несумісний з NTSC або PAL, відповідне зображення відображатиметься на телевізійних моніторах NTSC/PAL
  - Нестандартний 3,5-мм роз'єм, який функціонує або як роз'єм для навушників, або як стереоаудіо та композитний відеовихід через кабель-адаптер (FireWire Special Edition Clamshell iBooks і ранні iBooks «Dual USB» із зовнішньою кнопкою скидання)
- S-Video, композитне відео або VGA через:
  - Mini-VGA при використанні відеоадаптера Apple Video Output Adapter (S-video & Composite або VGA)
- Відеоадаптер Apple Video Adapter був спеціально розроблений, щоб дозволити користувачам підключатися до пристроїв із S-video або композитним відео. Кабель відеоадаптера підключається до роз'єму відеовиходу (Mini-VGA), вбудованого в задню частину деяких комп'ютерів Macintosh. Роз'єм відеовиходу підтримує VGA, S-Video та композитне відео. Відеоадаптер Apple Video Adapter призначений лише для виведення S-Video або композитного відеосигналу, для виведення відеосигналу потрібно використовувати окремий адаптер Apple VGA Adapter. За допомогою Apple Video Adapter можна підключитися до телевізора, відеомагнітофона або проєктора через S-Video або композитний кабель.

Сумісний із iBook без зовнішньої кнопки скидання, 12-дюймовим PowerBook G4, Mac Mini, eMac, iMac G5 або 17-дюймовим iMac (1 ГГц) із роз'ємом Mini-VGA.
- Адаптер Apple VGA Display Adapter був спеціально розроблений, щоб дозволити користувачам підключати певні комп'ютери Macintosh до додаткового дисплея через VGA або до зовнішнього проєктора (що має VGA) для 24-розрядного дублювання відео. Кабель VGA від кабелю зовнішнього дисплея або проектора підключається до відеопорту Mini-VGA, вбудованого у Macintosh через адаптер Apple VGA Display Adapter.

Сумісний із eMac, iMac G5, iMac G4 з пласким екраном, 12-дюймовим PowerBook G4 або iBooks із портом Mini-VGA. Більшість комп'ютерів Macintosh із портом Mini-VGA також можуть використовувати відеоадаптер Apple Video Adapter для виведення S-video та композитного відеосигналу.
- 12-дюймові моделі PowerBook G4 (першого покоління) підтримували дублювання відео та розширені відеорежими робочого столу через роз'єм mini-VGA. Усі 15- та 17-дюймові моделі PowerBook G4 мають роз'єм DVI, а також вихід S-Video. Роз'єм mini-VGA на 12-дюймовому PowerBook був замінений на роз'єм mini-DVI, починаючи з другої версії комп'ютера.
- Retina MacBook Pro підтримує виведення HDMI через вбудований роз'єм на додаток до двох роз'ємів Thunderbolt.